# Agoura Hills
Agoura Hills város az USA Kalifornia államában, Los Angeles megyében. Lakosainak száma 20 299 fő (2020. április 1.).

## Népesség
A település népességének változása:
| Lakosok száma | 20 330 | 20 745 | 20 299 |
|               | 2010   | 2016   | 2020   |